# Typhlocarcinus thorsoni
Typhlocarcinus thorsoni is een krabbensoort uit de familie van de Pilumnidae. De wetenschappelijke naam van de soort is voor het eerst geldig gepubliceerd in 1964 door Serène.